# Мечеть Нур ад-Дін
Мечеть Нур ад-Дін (араб. جامع نور الدين) — мечеть, що побудована в період правління династії Зангідів. Знаходиться у місті Хама, у Сирії, на березі річки Оронт. Мечеть заснована Нур ад-Діном Зангі у 1172 році.